# Grandrieu
Grandrieu ist eine französische Gemeinde mit 742 Einwohnern (Stand: 1. Januar 2022) im Département Lozère in der Region Okzitanien. Die Gemeinde gehört zum Arrondissement Mende und zum Kanton Grandrieu. Die Einwohner werden Grandrieunais genannt.

## Geographie
Grandrieu liegt am gleichnamigen Fluss Grandrieu und im Gebirgsmassiv des Mont Lozère. Umgeben wird Grandrieu von den Nachbargemeinden Bel-Air-Val-d’Ance im Norden,  Saint Bonnet-Laval im Nordosten, Auroux im Osten, Saint-Jean-la-Fouillouse im Südosten, Saint-Sauveur-de-Ginestoux im Süden, La Panouse im Süden und Südwesten sowie Saint-Paul-le-Froid im Westen.

## Bevölkerungsentwicklung
| Jahr                       | 1962 | 1968 | 1975 | 1982 | 1990 | 1999 | 2006 | 2018 |
| -------------------------- | ---- | ---- | ---- | ---- | ---- | ---- | ---- | ---- |
| Einwohner                  | 940  | 1044 | 963  | 876  | 844  | 773  | 764  | 752  |
| Quellen: Cassini und INSEE |      |      |      |      |      |      |      |      |

## Sport
Im Jahr 2022 führte die 14. Etappe der 109. Austragung der Tour de France durch die Gemeinde Grandrieu. Auf der Route de Laval Atger (D5) wurde kurz vor der Ortseinfahrt mit der Côte de Grandrieu (1131 m) eine Bergwertung der 3. Kategorie abgenommen. Sieger der Bergwertung war der Deutsche Simon Geschke.

## Sehenswürdigkeiten
- Kirche Saint-Martin, Monument historique

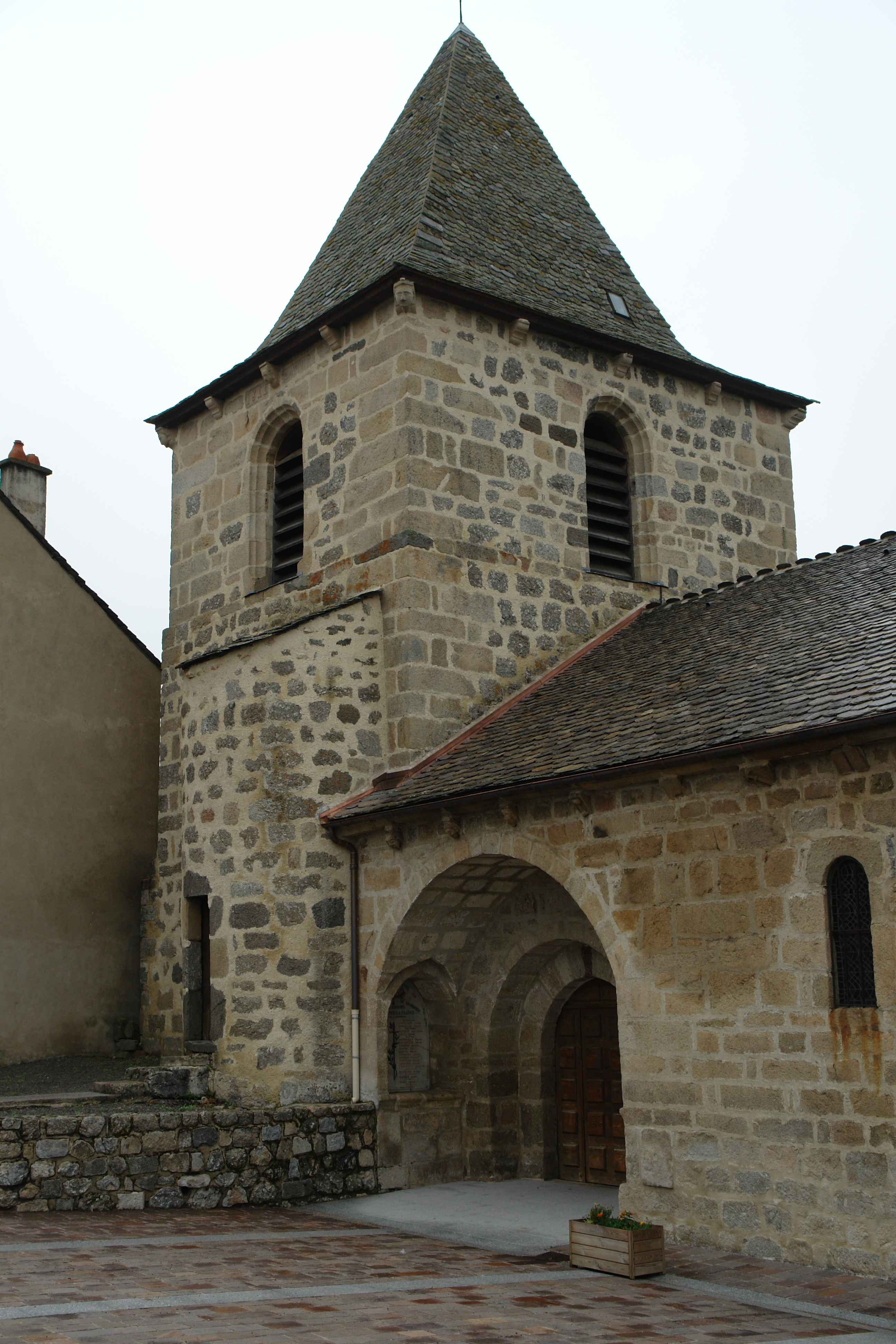
Kirche Saint-Martin

## Partnerschaft
Mit der belgischen Ortschaft Grandrieu in der Gemeinde Sivry-Rance der Provinz Hainaut (Wallonien) besteht eine Partnerschaft.